# Човек са четири ноге
Човек са четири ноге је југословенски филм из 1983. године, који је режирао Радивоје Лола Ђукић.Последњу улогу одиграо је Драгутин Добричанин.

## Радња
Јован Јовановић, привредни и друштвено-политички радник, тужио је себе суду. Његова прича је налик на комедију ситуације: млада сусетка, због нестанка струје и патент браве, улази гола у његов стан. Нова година је, а он сам и, затим, као у водвиљу, изненада се појави његов помоћник, па фото-репортер, онда сусеткин супруг и као врхунац, његова жена. Тада на видело излази двоструки морал и навијачки, шићарџијски менталитет јавности. Зато је Јован Јовановић тужио самога себе желећи да сазна званично мишљење о томе како треба да живи у савременом свету.

## Улоге
| Глумац                  | Улога                       |
| ----------------------- | --------------------------- |
| Мија Алексић            | Јован Јовановић             |
| Тања Бошковић           | Даша                        |
| Милена Дравић           | Нада Јовановић              |
| Данило Бата Стојковић   | фото-репортер               |
| Ђокица Милаковић        | Пера                        |
| Драган Зарић            | Властимир                   |
| Миливоје Томић          | судија                      |
| Драгутин Добричанин     | друг који објављује мемоаре |
| Мира Бањац              | секретарица у предузећу     |
| Љубомир Дидић           | колега у предузећу          |
| Жижа Стојановић         | дактилографкиња             |
| Михајло Бата Паскаљевић | продавац новина             |
| Александар Груден       | новинар                     |
| Весна Ђапић             |                             |
| Неда Осмокровић         |                             |
| Миодраг Гавриловић      |                             |